# Сёллёши, Эва
Эва Сёллёши (венг. Szöllősi Éva; род. 10 января 1935, Тырнэвени, Муреш) — венгерская фигуристка, выступавшая в парном катании. Участница зимних Олимпийских игр 1952 года.

## Биография
Эва Сёллёши родился 10 января 1935 года в румынском городе Тырнэвени.
Выступала в соревнованиях по фигурному катанию за «Эпитёк» из Будапешта. С конца 1950 года состязалась в парном катании вместе с Габором Видой. Тренировались под началом Ласло Соллаша.
В 1952 году вошла в состав сборной Венгрии на зимних Олимпийских играх в Осло. В парном катании заняли 10-е место.
Также дважды участвовали в чемпионатах мира: в 1953 году в Давосе заняли 8-е место, в 1955 году в Вене — 11-е.
Трижды участвовали в чемпионатах Европы: в 1952 году в Вене и в 1955 году в Будапеште заняли 8-е место, в 1956 году в Париже — 6-е.